# 9 (альбом Джейсона Олдина)
9 — девятый альбом американского кантри-певца Джейсона Олдина, выпущенный 22 ноября 2019 года на лейбле Broken Bow Records. Альбом дебютировал на 2-м месте в американском хит-параде Billboard 200 и на 1-м месте в чарте Top Country Albums. Второй и третий синглы («Got What I Got» и «Blame It on You») возглавили кантри-чарт Country Airplay. Альбом был сертифицирован Американской ассоциацией звукозаписывающих компаний (RIAA) как золотой.

## История
Как и все предыдущие альбомы Олдина, 9 был выпущен на Broken Bow Records, а продюсером выступил Майкл Нокс. Главным синглом альбома стала песня «We Back», написанная в соавторстве с Тайлером Хаббардом из Florida Georgia Line. В пресс-релизе 16 треков были описаны как «переплетённые […] в эпоху, когда все внимание сосредоточено на синглах». Было отмечено, что альбом остался верен «основе» Олдина с его «фирменной смесью кантри и рока».
После выхода альбома в последние месяцы 2019 года Джейсон Олдин заявил, что всегда хотел назвать свой девятый альбом 9. Это его счастливое число, которое было у него в детстве, когда он играл в бейсбол, поэтому он планировал использовать эту цифру в качестве названия, если ему когда-нибудь представится такая возможность. Так и случилось в 2019 году, когда он записал свой девятый альбом для Broken Bow.

## Отзывы
| Оценки критиков    | Оценки критиков |
| Источник           | Оценка          |
| ------------------ | --------------- |
| AllMusic           | [ 5 ]           |
| God Is in the TV   | (favorable)     |
| The Musical Divide | [ 7 ]           |

Стивен Томас Эрлевайн из AllMusic отметил, что «Как и восемь его предшественников, 9 спродюсировал Майкл Нокс, и, как и каждый альбом с 2014 года Old Boots, New Dirt, 9 опирается на гладкую смесь сверкающих электронных ритмов, медленных баллад, минорных мелодий и песен в стиле кантри. Полдесятилетия назад этот гибрид казался свежим, но повторения притупили его блеск, и это впечатление не уменьшается из-за продолжительности альбома. На протяжении почти часа Олдин исполняет песни о разбитом сердце и маленьких городах, время от времени сбавляя обороты, когда усилители становятся мощнее, а его речь быстрее. Ни одно из этих звучаний не является новым, и Олдин с Нокс не стараются привнести что-то новое в звучание или содержание треков: это просто ещё одна коллекция песен Олдина. То, что это сделано хорошо, ожидаемо и, возможно, приветствуется, но профессионализм также немного притупляет эффект, отшлифовывая любое чувство индивидуальности, что в конечном итоге является немного ироничным, потому что 9 нельзя принять за работу кого-то другого. Его холодная, сдержанная, суровая атмосфера — это чисто Олдин».

## Коммерческие показатели
Альбом дебютировал на 2-м месте в Billboard 200 с результатом 83 000 эквивалентных единиц, из которых 68 000 приходится на традиционные продажи альбомов. Он также дебютировал на первом месте в чарте Top Country Albums, став седьмым номером 1 в этом чарте. На второй неделе было продано ещё 11 000 копий. По состоянию на март 2020 года альбом был продан в количестве 143 300 копий в США, а всего было продано 269 000 единиц.

## Список композиций
| №                   | Название                       | Автор(ы)                                                                              | Длительность |
| ------------------- | ------------------------------ | ------------------------------------------------------------------------------------- | ------------ |
| 1.                  | «Tattoos and Tequila»          | Michael Dulaney Neil Thrasher                                                         | 3:10         |
| 2.                  | «Blame It on You»              | Kurt Allison John Edwards Tully Kennedy Michael Tyler Tyler Phillips Brian Gene White | 3:35         |
| 3.                  | «Champagne Town»               | Matt Dragstrem Josh Thompson                                                          | 3:11         |
| 4.                  | «Some Things You Don't Forget» | Nick Brophy Dulaney Jennifer Hanson Thrasher                                          | 3:19         |
| 5.                  | «Got What I Got»               | Thomas Archer Alex Palmer Tyler                                                       | 2:58         |
| 6.                  | «Keeping It Small Town»        | Jaron Boyer Ben Hayslip Morgan Wallen                                                 | 2:42         |
| 7.                  | «Camouflage Hat»               | Hayslip Jameson Rodgers Thompson                                                      | 3:35         |
| 8.                  | «Came Here to Drink»           | Boyer Palmer Tyler                                                                    | 3:02         |
| 9.                  | «We Back»                      | Tyler Hubbard Jordan Schmidt Brad Warren Brett Warren                                 | 3:17         |
| 10.                 | «Dirt We Were Raised On»       | Rhett Akins Boyer Thompson                                                            | 3:36         |
| 11.                 | «I Don't Drink Anymore»        | Kelley Lovelace CJ Solar Thrasher                                                     | 3:02         |
| 12.                 | «Cowboy Killer»                | Boyer Josh Hoge Tyler                                                                 | 2:56         |
| 13.                 | «One for the Road»             | Lynn Hutton Brandon Kinney Thompson                                                   | 3:11         |
| 14.                 | «Talk About Georgia»           | Allison Kennedy Tyler                                                                 | 2:44         |
| 15.                 | «The Same Way»                 | Brock Berryhill Brantley Gilbert Cole Taylor                                          | 3:21         |
| 16.                 | «She Likes It»                 | Boyer Ben Stennis Tyler                                                               | 4:33         |
| Общая длительность: | Общая длительность:            | Общая длительность:                                                                   | 52:12        |

## Позиции в чартах
| Чарт (2019)                        | Высшая позиция |
| ---------------------------------- | -------------- |
| Австралия (ARIA)                   | 16             |
| Канада (Canadian Albums Chart)     | 14             |
| Швейцария (Schweizer Hitparade)    | 69             |
| США (Billboard 200)                | 2              |
| США (Billboard Independent Albums) | 1              |
| США (Billboard Top Country Albums) | 1              |

| Чарт (2020)                       | Позиция |
| --------------------------------- | ------- |
| US Billboard 200                  | 91      |
| US Top Country Albums (Billboard) | 6       |
| Чарт (2021)                       | Позиция |
| US Top Country Albums (Billboard) | 16      |
| Чарт (2022)                       | Позиция |
| US Top Country Albums (Billboard) | 60      |

## Сертификации
| Регион                                                                      | Сертификация | Продажи |
| --------------------------------------------------------------------------- | ------------ | ------- |
| США (RIAA)                                                                  | Золотой      | 500 000 |
| Данные о продажах + прослушиваниях приведены только на основе сертификации. |              |         |